# 조자바루역
조자바루역(일본어: 長者原駅 ちょうじゃばるえき[*])은 일본 후쿠오카현 가스야군 가스야정에 위치한 규슈 여객철도의 철도역이다. 사사구리 선 · 가시 선의 소속역이며, 승강장의 경우 사사구리 선은 지상에 배치되어 있다. 섬식 승강장 1면 2선의 구조를 갖춘 지상역이며, 가시 선의 승강장은 단선 승강장 1면 1선의 구조를 갖춘 고가역이다.

## 타는 곳
| 1 | ■ 후쿠호쿠유타카 선 | (상행) | 사사구리 · 신이즈카 · 노가타 · 오리오 방면 |
| 2 | ■ 후쿠호쿠유타카 선 | (하행) | 유스 · 요시즈카 · 하카타 방면              |
| 3 | ■ 가시 선           | (상행) | 가시 · 사이토자키 방면                     |
| 3 | ■ 가시 선           | (하행) | 스에 · 우미 방면                           |

## 이용 현황
| 연도     | 승차 인원 |
| 2006년도 | 5,000     |
| 2007년도 | 5,500     |
| 2008년도 | 5,700     |
| 2009년도 | 5,900     |
| 2010년도 | 6,300     |
| 2011년도 | 6,600     |
| 2012년도 | 6,700     |
| 2013년도 | 6,900     |
| -------- | --------- |

## 역 주변
- 가스야 정청

## 인접 역
| 사사구리 선            | 사사구리 선              | 사사구리 선            |
| ---------------------- | ------------------------ | ---------------------- |
| 사사구리 구로사키 방면 | ■ 후쿠호쿠유타카 선 쾌속 | 유스 하카타 방면       |
| 가도마쓰 게이센 방면   | ■ 보통                   | 하루마치 요시즈카 방면 |
| 가시 선                |                          |                        |
| 이가 사이토자키 방면   | ■ 가시 선                | 사카도 우미 방면       |